# Tosin Abasi
Oluwatosin Ayoyinka Olumide Abasi, más conocido como Tosin Abasi (nacido el 7 de enero de 1983), es guitarrista y miembro fundador de la banda de metal progresivo instrumental Animals as Leaders. Antes de Animals as Leaders, era guitarrista en la banda de Metalcore Reflux. Tosin grabó y lanzó cinco álbumes con Animals As Leaders: Animals as Leaders, Weightless, The Joy of Motion, The Madness of Many y ¨Parrhesia.

## Biografía
Nacido en Washington D. C. e hijo de inmigrantes nigerianos, Abasi es principalmente un guitarrista autodidacta. La primera vez que tocó una guitarra, fue en casa un amigo. En ese momento, comenzó a introducirse a la música, por medio de clases de clarinete en la escuela primaria. Cuando Tosin quiso aprender a tocar la guitarra sus padres estuvieron de acuerdo, y le compraron su primera guitarra; sin embargo su madre sostuvo en un inicio una mirada más conservativa, ya que "Tenia una mentalidad inmigrante mucho mas tradicional y creía en priorizar la educación"
Fue guitarrista en una banda de Metal llamada PSI, luego a principios de los 2000, se unió a Reflux. Durante un show con la banda Reflux, la discográfica Prosthetic Records noto sus habilidades, y le ofrecieron un contrato discográfico como artista solista. Al principio, lo rechazó, porque dijo que no se sentía cómodo con su nivel, como para componer un álbum solista. Luego, estudió en el "Atlanta Institute of Music". Tras graduarse se contactó con Prosthetic Records, preguntándoles si la oferta seguía en pie. Luego formó su proyecto solista, Animals as Leaders, nombrado tras la novela Ishmael del autor Daniel Quinn, que trata sobre antropocentrismo.
En 2009, grabó su primer álbum con Animals as Leaders junto a Misha Mansoor (de Periphery), quien produjo y grabó el álbum con Tosin, además de programar la batería. Tras completarse el álbum Javier Reyes y Navene Koperweis se unieron a la banda como guitarrista rítmico y baterista respectivamente, transformando el proyecto solista en una banda completa, para futuras giras. También fue de gira con la banda Born of Osiris como guitarrista suplente de Matt Pantelis.
En 2011, Tosin comenzó a componer material para una nueva banda, T.R.A.M., que consistía en Javier Reyes, Eric Moore y el antiguo miembro de The Mars Volta Adrian Terrazas. A mediados de marzo de 2011, T.R.A.M. toco su primer show en South by Southwest, un festival en Austin, Texas. Tosin contó que formó T.R.A.M. como un trío junto a Javier y Adrian, con el fin de plasmar en esta banda algunas ideas que no encajaban en Animals as Leaders. Eric Moore no fue añadido a esta formación hasta que comenzaron a grabar el álbum, en el cual escribió y grabó sus piezas de batería en un par de semanas.
Animals as Leaders lanzó su segundo álbum titulado Weightless el 8 de noviembre de 2011. Abasi comenzó a juntarse con Misha Mansoor nuevamente a fines del 2012, e informó que estaba trabajando en un nuevo álbum que iba a ser lanzado en 2013.
En el NAMM del 2013, se reveló su nueva guitarra, la Ibanez TAM 100. Esta guitarra está basada en la Ibanez RG2228, la cual había estado usando durante unos años y contiene los Dimarzio Ionizer Tosin Abasi Signature.
El 19 de marzo de 2014, se publicó el nuevo álbum de Animals As Leaders, The Joy of Motion. El 24 de marzo de 2014 el álbum fue lanzado en Europa, el 25 de marzo en América del Norte, y el 28 de marzo en Australia y Nueva Zelanda por Sumerian Records.  El álbum obtuvo críticas muy positivas. En julio de 2014, Tosin apareció en el primer episodio de Guitar Power, una serie web patrocinada por D'Addario y la revista Rolling Stone
En marzo de 2014, fue de gira con Animals As Leaders. En octubre de 2014, se publicó que Tosin se uniría a Joe Satriani, Guthrie Govan, y Mike Keneally para hacer el G4 de 2015.

### Abasi Concepts
En 2017, tras dejar Ibanez, Abasi deseaba continuar desarrollando diseños de guitarra incluyendo nuevas características, tales como locking tuners y guitarras de 6 cuerdas. Por tal motivo, decide fundar la nueva marca "Abasi Concepts", contando con un extenso rango de guitarras de 6 a 8 cuerdas y caracterizadas por su diseño ergonómico único, pastillas Fishman y combinaciones de madera particulares. La empresa cuenta con World Musical Instrument Co. Ltd como manufacturero para la serie "Legion", Dyna Gakki para la serie "JLarada" y Grover Jackson Engineering para las series "Master", "Spartan", "Space" y "Telecaster"

### Influencia
Ha citado muchas bandas y guitarristas que influenciaron su estilo, incluyendo diferentes estilos musicales, desde Jazz a Pop y R&B. Sus guitarristas favoritos incluyen a Steve Vai, Allan Holdsworth, Fredrik Thordendal, como también a Thom Yorke de Radiohead, Aphex Twin, Squarepusher, Meshuggah, y Dream Theater. 

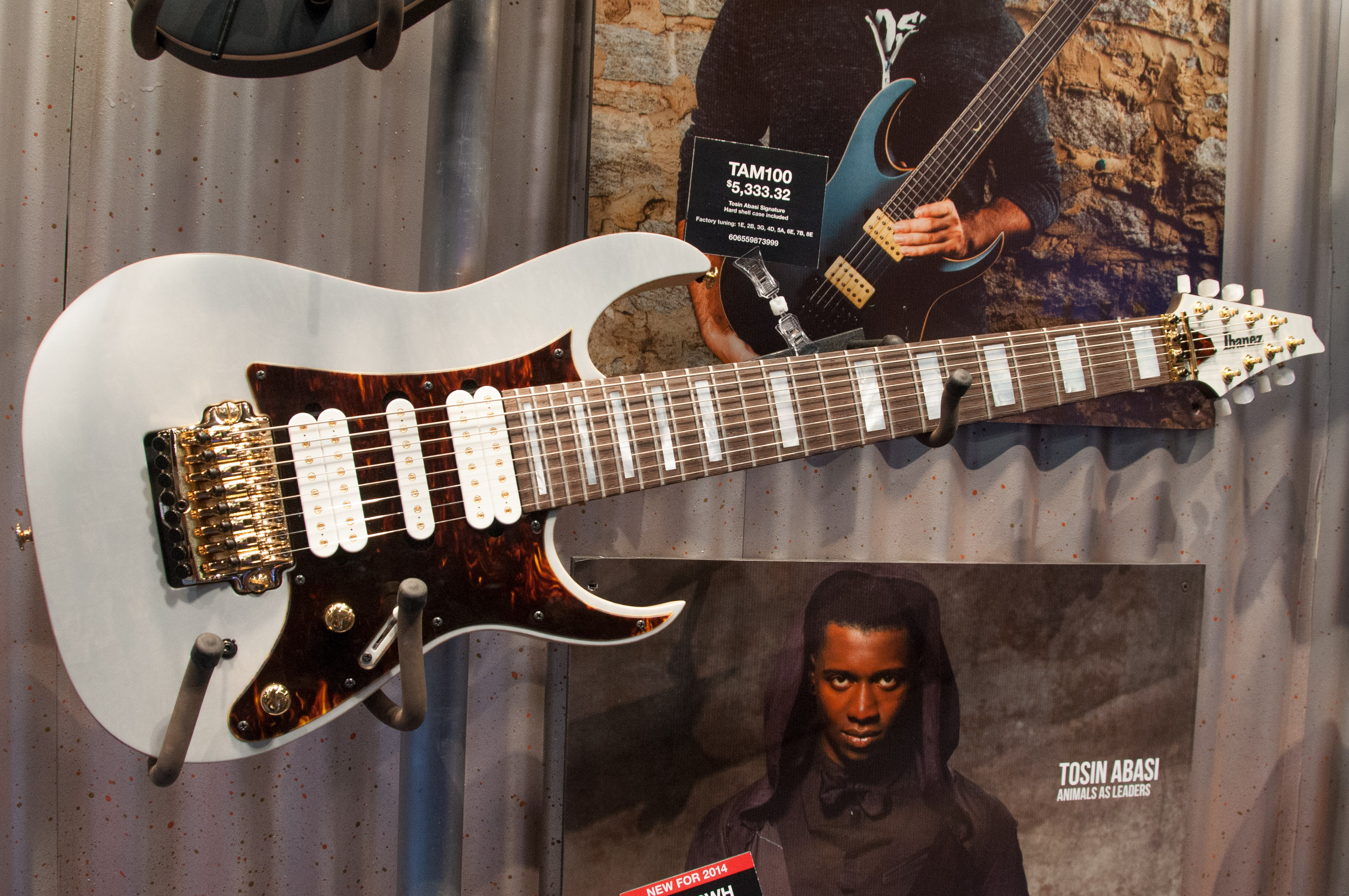
Ibanez TAM 100

## Discografía

### PSI (Pressure Per Square Inch)
- Virus 4K (2001)

### Reflux
- Illusion of Democracy (2004)

### Animals as Leaders
- Animals as Leaders (2009)
- "Wave of Babies (Digital Single)" (2010)
- Weightless (2011)
- The Joy of Motion (2014)
- Encore Edition (2015)
- The Madness of Many (2016)
- Parrhesia (2022)

### T.R.A.M.
- Lingua Franca (Sumerian, 2012)